# Shisui
Shisui (japanska: 酒々井町?, Shisui-machi) är en landskommun (köping) i Chiba prefektur i Japan. 